# Ayu-mi-x
ayu-mi-x – pierwszy remiksowy album Ayumi Hamasaki. Jest to album dwudyskowy. Pierwsza płyta zawiera znane już piosenki w wersji klubowej, natomiast płyta druga w wersji klasycznej. W Japonii kosztował ¥ 3 150. Sprzedano 396 800 kopii.

## Lista utworów

### Dysk1 (Remix Club Side)
| #  | Tytuł                                   | Czas |
| -- | --------------------------------------- | ---- |
| 1  | "poker face" (Spiritual Guidance Mix)   | 5:15 |
| 2  | "Hana" (D-Z DEADLY ROSE APPROACH)       | 5:54 |
| 3  | "SIGNAL" (Y & CO.TASTE)                 | 5:45 |
| 4  | "Depend on you" (dub's electro remix)   | 5:02 |
| 5  | "FRIEND II" (MAKE MY MAD MIX)           | 4:30 |
| 6  | "Hana" (dub's trance remix)             | 5:25 |
| 7  | "POWDER SNOW" (dub's sentimental remix) | 5:14 |
| 8  | "Trust" (GROOVE THAT SOUL MIX)          | 5:29 |
| 9  | "SIGNAL" (GROOVE THAT SOUL MIX)         | 4:38 |
| 10 | "As if..." (DJ-TURBO WISH MIX)          | 4:36 |
| 11 | "YOU" (MASTERS OF FUNK R&B REMIX)       | 4:50 |
| 12 | "from your letter" (DJ HASEBE REMIX)    | 4:39 |
| 13 | "Two of us" (rub delight mix)           | 5:20 |
| 14 | "A Song for XX" (dub's loverdub remix)  | 5:59 |

### Dysk2 (Acoustic Orchestra Side)
| #  | Tytuł                                         | Czas |
| -- | --------------------------------------------- | ---- |
| 1  | "Prologue" (Acoustic Orchestra Version)       | 1:34 |
| 2  | "A Song for XX" (Acoustic Orchestra Version)  | 5:01 |
| 3  | "Hana" (Acoustic Orchestra Version)           | 3:47 |
| 4  | "poker face" (Acoustic Orchestra Version)     | 4:22 |
| 5  | "Wishing" (Acoustic Orchestra Version)        | 4:37 |
| 6  | "YOU" (Acoustic Orchestra Version)            | 4:40 |
| 7  | "As if..." (Acoustic Orchestra Version)       | 5:49 |
| 8  | "POWDER SNOW" (Acoustic Orchestra Version)    | 5:02 |
| 9  | "Depend on you" (Acoustic Orchestra Version)  | 4:21 |
| 10 | "For My Dear..." (Acoustic Orchestra Version) | 4:29 |
| 11 | "Wishing" (REFRESHING MIX)                    | 4:28 |
| 12 | "YOU" (FINE MIX)                              | 5:08 |
| 13 | "from your letter" (Dub you crazy mix)        | 4:47 |